# Daireaux
Pour l'arrondissement, voir Daireaux (partido).
Daireaux est une ville de la province de Buenos Aires, en Argentine. Elle fait partie du partido de Daireaux, située à 410 km de la ville de Buenos Aires. En 2001, sa population était de 10 932 habitants.